# Фрегаты типа 22
Тип 22 «Бродсуорд» — фрегаты британского Королевского флота. Построено в общей сложности 14 кораблей этого типа трёх модификаций. Последний фрегат этого типа «Корнуолл» выведен из состава флота 30 июня 2011 года.
Семь кораблей ранних модификаций были проданы Бразилии, Румынии и Чили. Шесть из них остаются в строю и один был продан на металлолом. Из списанных судов, два были потоплены в качестве мишеней, и пять проданы на металлолом.

## Номенклатура

### Бродсуорд, Боксер
Первоначально предполагалось, что имена всех кораблей типа 22 будут начинаться с «B» (Broadsword и т. д.), так как с «А» начинались имена кораблей типа 21 (Amazon и т. д.). Это правило нарушилось Фолклендской войной, когда два новых корабля были названы в честь потопленных эсминцев Sheffield и Coventry. Ещё один корабль, ранее заказанный, но постройка которого ещё не началась, был переименован из «Bloodhound» в «London».

### Корнуолл
Алфавитный порядок был восстановлен в модификации 3 кораблей (Cornwall и т. д.), однако был временно нарушен с появлением кораблей типа 23, которые именовались английских герцогств (Norfolk, Lancaster и т. д.). В последней серии английских эскортных кораблей (тип 45 или Daring) алфавитный порядок вновь восстановили, используя имена эсминцев 1930-х и 1950-х годов.
Имена, выбранные для четырёх кораблей модификации 3 корабли представляли собой смесь: два, Cornwall и Cumberland, возродили традицию давать кораблям имена английских графств, которая ранее существовала для броненосных крейсеров Первой  и тяжелых крейсеров Второй Мировой Войны. Ещё два корабля модификации 3, Chatham и Campbeltown, названы в честь городов. Первое имя унаследовано от легкого крейсера постройки 1911 года, а последнее — от наиболее известного американского эсминца, переданного в королевскому флоту в 1940 году. 

## Дизайн
Тип 22 разрабатывался как специализированный противолодочный корабль, способный внести заметный вклад в военно-морские силы НАТО. В течение службы корабли модернизировались и превратились во фрегаты общего назначения, оснащённые противокорабельным, противовоздушным и противолодочным оружием. Они были построены тремя сериями, породив три подтипа: четыре корабля подтипа Broadsword, шесть подтипа Boxer и четыре подтипа Cornwall.
Четыре корабля подтипа Broadsword (который включал двух ветеранов Фолклендской войны) были проданы в Бразилии в середине 1990-х годов. Румыния приобрела и модернизировала два корабля модификации 2, ещё один был куплен Чили.
В течение службы корабли были усилены средствами командования, контроля и координации, в результате чего они часто использовались в качестве флагманских кораблей во время развёртывания.

## Эволюция
После отмены авианосной программы CVA-01 в 1966 году, Королевский флот пересмотрел концепцию надводного флота и сделал вывод, что следующие пять новых типов кораблей должны были представлять:
- Крейсер, несущий большие противолодочные вертолёты (это требование в конечном итоге привело к появлению лёгких авианосцев типа «Invincible»;
- Эсминец ПВО, меньший по размерам и более дешёвый, чем «Каунти» (это привело к созданию типа 42);
- Ракетный фрегат в качестве возможного преемника Типа 12 «Линдер» (это привело к созданию типа 22);
- Дешёвый патрульный фрегат (это привело к созданию типа 21);
- Тральщик двойного назначения в качестве преемника кораблей типа «Ton» (это привело появлению типа «Hunt»).

Из перечисленных типов кораблей наивысший приоритет сначала был отдан эсминцу ПВО, который был необходим, чтобы развернуть в море комплексы Sea Dart в количестве, способном компенсировать вывод из состава флота авианосцев.
Визуально преемственность между типом 12 и типом 22 не очевидна, хотя много говорилось о сходстве формы подводной части корпуса. Из-за загруженности в 1960-х годах Адмиралтейского конструкторского отдела, была приобретена разработка частной фирмы (тип 21) как промежуточный вариант, пока тип 22 находился в стадии разработки. Процесс проектирования, которому сильно мешала приоритетность типа 21 и срочная необходимость в типе 42, ещё более затормозился затяжной попыткой разработать совместный англо-голландский проект. Первый  корабль типа 22 был заказан в 1972 году на верфи  Yarrow Shipbuilders; Yarrow провёл большую часть детального проектирования, тогда как ответственность в целом лежала на Ship Department в Бате.
Длина первых четырёх кораблей типа 22 была продиктована размерами крытого комплекса реконструкции фрегатов (Frigate Refit Complex) на верфи Девонпорт. Корабли оснащались сочетанием газовых турбин Olympus и Tyne по схеме COGOG. Машинные помещения были расположены как можно дальше в корму для минимизации длины валов. Конфигурация кормовой части была обусловлена наличием большого ангара и полётной палубы на полную ширину корпуса.
Вооружение корабля определялось первичной противолодочной функцией в сочетании с вероятным будущим расширением функций до корабля общего назначения. Основным противолодочным оружием стал вертолёт Lynx, трёхтрубный торпедный аппарат (STWS) и буксируемый гидроакустический массив 2087. Противовоздушная оборона была представлена двумя шестиконтейнерными пусковыми установками ЗРК самообороны Seawolf (GWS 25). Противокорабельное оружие состояло из четырёх ракет «Экзосет», стандартного противокорабельного набора  английского флота того времени. Пара L/60 Bofors были установлены в первой модификации для патрулирования во время развёртывания в Индийском океане, но показали свою целесообразность во время Фолклендской войны, где по мнению командиров кораблей типа 22 они конкурировали с установками Сивулф.
Конструкция кораблей типа Broadsword уникальна для Королевского военно-морского флота отсутствием основного артиллерийского вооружения. Хотя на некоторых кораблях типа «Линдер» пушечное вооружение было снято во время модернизации, Broadsword был первым кораблём, который изначально конструировался без артиллерийской башни главного калибра. Артиллерия появилась на кораблях типа 22 только в третьей модификации.
Постройка кораблей типа 22 двигалась медленно, отчасти из-за сравнительно высокой стоимости единицы. Себестоимость последнего корабля типа 12 составляла около £10 млн; Корабли типа 21 стоили около £20 млн каждый; затраты на головной корабль типа 22 оцениваются в £30 млн, хотя к моменту принятия его на вооружение в 1979 году инфляция довела этот показатель до £68 млн, что намного выше, чем стоимость типа 42 (Glasgow, принятый на вооружение в том же году, стоил £40 млн).
После первой четвёрки кораблей («пакет I»), комплекс реконструкции фрегатов был расширен до приемлемых размеров, и длина кораблей последующих модификаций увеличилась. Кроме увеличения длины бросался в глаза резко наклонный форштевень, который обычно свидетельствует о наличии носового сонара (хотя ни на одном корабле из второй партии он так и не был установлен). Важным новшеством в партии II была новая Компьютерная командная система (Computer Assisted Command System, CACS-1), которая заменила систему CAAIS, установленную на кораблях пакета I. Система могла отслеживать до 500 целей, в том числе обнаруженных пассивным гидроакустическим массивом и системой РЭБ. Наиболее значительные изменения в этой группе из шести фрегатов типа 22 претерпела система РЭБ, которая теперь включала, в частности, классическую забортную систему для перехвата советской военно-морской и подводной связи. Эти очень сложные и специализированные варианты кораблей типа 22 были специально одобрены премьер-министром Джеймсом Каллаганом. Более крупный корпус обеспечивал улучшенные мореходные качества, но не добился ожидаемой стабильности гидроакустических антенн, что было важно во время патрулирования в мелководном морском проходе между Великобританией, Исландией и Гренландией, где они должны были играть важную роль в мониторировании прохождения советских подводных лодок во время «холодной войны». Пересмотренная машинная установка была взята от кораблей типа Brave, турбины Olympus были заменены турбинами Spey. Предполагался переход к схеме COGAG. К 1982 году стоимость единицы типа 22 возросло до £127 млн.
Это могло стать концом программы, если бы не Фолклендская война (1982), в которой два корабля этого типа (Broadsword and Brilliant) зарекомендовали себя с лучшей стороны. В дальнейшем несколько фрегатов этого типа были построены на замену кораблей, потерянных в Южной Атлантике.

### Серия 3
Последние четыре корабля этого типа (пакет III, корабли Cornwall, Cumberland, Campbeltown and Chatham) имели значительно улучшенную конструкцию. С учётом опыта, накопленного на Фолклендах, изменился состав вооружения. Единственной сохранившейся крупной системой оружия были шестиконтейнерные пусковые установки Сивулф. Корабли были оснащены 114-мм пушкой, в первую очередь для поддержки сухопутных войск. «Экзосет» был заменён на улучшенный «Гарпун» с восемью контейнерами в пусковых установках GWS 60, установленных побортно за мостиком. Каждый корабль был оснащён ЗРАК «Голкипер».
В окончательной форме корабли типа 22 были самыми крупными фрегатами когда-либо построенными для Королевского Военно-Морского Флота. Корабли следующего типа (тип 23) были существенно меньше. Благодаря этому, корабли типа 22 часто служили флагманскими кораблями оперативных групп НАТО.

### Спецификации
| Характеристика             | Серия 1                                                 | Серия 2                                                                               | Серия 3                                           |
| -------------------------- | ------------------------------------------------------- | ------------------------------------------------------------------------------------- | ------------------------------------------------- |
| Водоизмещение стандартное  | 4400 т                                                  | 4800 т                                                                                | 5300 т                                            |
| Длина                      | 131,0 м                                                 | 146,5 м                                                                               | 148,1 м                                           |
| Ширина                     | 14,8 м                                                  | 14,8 м                                                                                | 14,8 м                                            |
| Осадка                     | 6,1 м                                                   | 6,4 м                                                                                 | 6,4 м                                             |
| Вооружение                 |                                                         |                                                                                       |                                                   |
| - ПКР                      | 4 x 1 MM38 «Экзосет»                                    | 4 x 1 MM38 «Экзосет»                                                                  | 2 х 4 RGM-84 «Гарпун»                             |
| - ЗУР                      | 2 х 6 GWS25 «Сивулф»                                    | 2 х 6 GWS25 «Сивулф»                                                                  | 2 х 6 GWS25 «Сивулф»                              |
| - Артиллерия               |                                                         |                                                                                       | 1 x 114-мм/55 МК.8                                |
| - Зенитная артиллерия/ЗРАК | 2 x 2 Эрликон 30мм/75 2 x 1 Эрликон/BMARC 20-мм GAM-B01 | 2 x 2 Эрликон 30мм/75 Эрликон/BMARC 20-мм GUM-B01                                     | 1 х 30-мм ЗРАК «Голкипер»                         |
| - ПЛО                      | 2 x 3 ТА STWS Мk.2                                      | 2 x 3 ТА STWS Мk.2                                                                    | 2 x 3 ТА STWS Мk.2                                |
| Двигатель                  | 2 х Роллс-Ройс Олимпус TM3B 2 х Роллс-Ройс тайн RM1C    | 2 х Роллс-Ройс Олимпус TM3B (2 х Роллс-Ройс Спей SM1C в F94) 2 х Роллс-Ройс тайн RM1C | 2 х Роллс-Ройс Спей SM1A 2 х Роллс-Ройс тайн RM3C |
| Скорость                   | 30 узлов                                                | 30 узлов                                                                              | 30 узлов                                          |

## Строительные и эксплуатационные расходы

### Программы строительства
| Тактический номер | Имя                    | Верфь                     | Заказан    | Заложен    | Спущен на воду | Передан флоту | Вступил в строй | Стоимость постройки |
| Серия 1           | Серия 1                | Серия 1                   | Серия 1    | Серия 1    | Серия 1        | Серия 1       | Серия 1         | Серия 1             |
| ----------------- | ---------------------- | ------------------------- | ---------- | ---------- | -------------- | ------------- | --------------- | ------------------- |
| F88               | Broadsword             | Yarrow, Glasgow           | 08.02.1974 | 07.02.1975 | 12.05.1976     | 21.02.1979    | 04.05.1979      | £68.6M              |
| F89               | Battleaxe              | Yarrow, Glasgow           | 05.09.1975 | 04.02.1976 | 18.05.1977     | 20.12.1979    | 28.03.1980      | £69.2M              |
| F90               | Brilliant              | Yarrow, Glasgow           | 07.09.1976 | 25.03.1977 | 15.12.1978     | 10.04.1981    | 15.05.1981      | £102.2M             |
| F91               | Brazen                 | Yarrow, Glasgow           | 21.10.1977 | 18.08.1978 | 04.03.1980     | 11.06.1982    | 02.07.1982      | £112M               |
| Серия 2           |                        |                           |            |            |                |               |                 |                     |
| F92               | Boxer                  | Yarrow, Glasgow           | 25.04.1979 | 01.11.1979 | 17.06.1981     | 23.09.1983    | 22.12.1983      | £147M               |
| F93               | Beaver                 | Yarrow, Glasgow           | 25.04.1979 | 20.06.1980 | 08.05.1982     | 18.07.1984    | 13.12.1984      | £148M               |
| F94               | Brave                  | Yarrow, Glasgow           | 27.08.1981 | 24.05.1982 | 19.11.1983     | 21.02.1986    | 04.07.1986      | £166M               |
| F95               | London (ex-Bloodhound) | Yarrow, Glasgow           | 23.02.1982 | 07.02.1983 | 27.10.1984     | 06.02.1987    | 05.06.1987      | £159M               |
| F96               | Sheffield (ex-Bruiser) | Swan Hunter, Wallsend.    | 02.07.1982 | 29.03.1984 | 26.03.1986     | 25.03.1988    | 26.07.1988      | £151M               |
| F98               | Coventry (ex-Boadicea) | Swan Hunter, Wallsend.    | 14.12.1982 | 29.03.1984 | 08.04.1986     | 01.07.1988    | 14.10.1988      | £147M               |
| Серия 3           |                        |                           |            |            |                |               |                 |                     |
| F99               | Cornwall               | Yarrow, Glasgow           | 14.12.1982 | 19.09.1983 | 14.10.1985     | 19.02.1988    | 23.04.1988      | £131.05M            |
| F85               | Cumberland             | Yarrow, Glasgow           | 27.10.1984 | 12.10.1984 | 21.06.1986     | 18.11.1988    | 10.06.1989      | £141.17M            |
| F86               | Campbeltown            | Cammell Laird, Birkenhead | 01.1985    | 04.12.1985 | 07.10.1987     | 24.02.1989    | 27.05.1989      | £161.97M            |
| F87               | Chatham                | Swan Hunter, Wallsend.    | 28.01.1985 | 12.05.1986 | 20.01.1988     |               | 04.05.1990      | £175.28M            |

11 января 1985 года г-н Dalyell спросил министра обороны: "какова последняя оценка стоимости фрегатов типа 22 c запасами, запасными частями и боеприпасами". Государственный секретарь по обороне, г-н Ли, ответил: "в среднем стоимость фрегата типа 22 серии III в настоящее время оценивается примерно в £140 млн в ценах 1984-85 годов. Стоимость вертолётов, запчастей и боеприпасов оцениваются примерно в £18 млн."

### Эксплуатационные расходы
| Дата    | Эксплуатационные расходы | Что входит | Цитата |
| ------- | ------------------------ | --- | ------ |
| 1981-82 | £11,0 млн                | Среднегодовые эксплуатационные расходы фрегатов типа 22 в ценах 1981-82 года, включая связанные с ними затраты на вертолёты, но без учёта затрат на капитальный ремонт | [ 28 ] |
| 1985-86 | £12,0 млн                | Средняя стоимость эксплуатации и технического обслуживания фрегатов типа 22 на один год | [ 29 ] |
| 1987-88 | £4,8 млн                 | Среднегодовые операционные расходы в ценах 1987-88 года. Включают расходы на персонал, топливо, запчасти и т.д. и управление, но не включает новое строительство, капитальное оборудование, и затраты на ремонт и модернизацию | [ 30 ] |
| 2001-02 | £11.9 млн.               | Тип 22 серия 3 фрегата, среднегодовые эксплуатационные затраты, основанные на исторических затрат за полный финансовый год. Эти цифры включают в себя рабочую силу, обслуживание, топливо, магазины и другие расходы (например, портовые сборы), но исключает износ и стоимость капитала. | [ 31 ] |
| 2002-03 | £13.1 млн.               | Тип 22 серия 3 фрегата, среднегодовые эксплуатационные затраты, основанные на исторических затрат за полный финансовый год. Эти цифры включают в себя рабочую силу, обслуживание, топливо, магазины и другие расходы (например, портовые сборы), но исключает износ и стоимость капитала. | [ 31 ] |
| 2007-08 | £32.45 млн.              | "Ежегодные эксплуатационные расходы для типа 22 класса фрегатов, которая состоит из четырёх кораблей, составляет $ 129.8 М. это основываясь на информации от финансовых года 07/08 последний год, за который эта информация доступна, и включает обычный день-в-день расходы, такие как топливо и рабочую силу и расходы на техническое обслуживание, ремонт и запчасти оборудования. Затраты на оборудование, запасные части, также включены, хотя они основаны на финансовый год 08/09 информация как это самая свежая информация. Расходы на системы вооружения, поддержки не включены, так как они могут быть предоставлены только при несоразмерных затрат." | [ 32 ] |
| 2009-10 | £32.725 млн.             | "Средняя стоимость эксплуатации в классе... Тип 22 на $ 130,9 млн... Эти цифры, исходя из расходов, произведённых Министерством обороны в 2009-10 годах, включают в себя техническое обслуживание, сертификат безопасности, военной модернизации, рабочей силы, инвентаря, сотовая связь, расходы на топливо и амортизацию.". | [ 33 ] |
| 2010-11 | £16 млн.                 | "Прогнозируемые эксплуатационные расходы на ГМС Камберленд в 2010-11 финансовом году, исходя из фактических затрат на февраль 2011 года и оценки на оставшуюся часть финансового года". | [ 34 ] |

## Готовность
В феврале 1998 года Государственный министр по делам Вооружённых Сил, д-р Джон Рид сказал: "фрегаты типа 22 имеют готовность от 82 до 86 процентов за период пять последних лет. Остальное время приходится на плановое техническое обслуживание

## Корабли – утилизация и текущее состояние
| Тактический номер | Имя         | В строю в Великобритании | Списан в Великобритании             | Дата подписания контракта на продажу | В строю в стране-покупателе | Порт приписки  | Статус                                                                                |
| Серия 1           | Серия 1     | Серия 1                  | Серия 1                             | Серия 1                              | Серия 1                     | Серия 1        | Серия 1                                                                               |
| ----------------- | ----------- | ------------------------ | ----------------------------------- | ------------------------------------ | --------------------------- | -------------- | ------------------------------------------------------------------------------------- |
| F88               | Broadsword  | 03.05.1979               | 30.06.1995 в Бразилию               | 18.11.1994                           | 30.06.1995                  | Рио-де-Жанейро | В строю в Бразилии как Greenhalgh (F46)                                               |
| F89               | Battleaxe   | 28 March 1980            | 30.04.1997 в Бразилию               | 18.11.1994                           | 30.04.1997                  |                | В строю в Бразилии как Rademaker (F49)                                                |
| F90               | Brilliant   | 15.05.1981               | 30.08.1996 в Бразилию               | 18.11.1994                           | 31.08.1996                  |                | В отстое в Бразилии как Dodsworth (F47), Продан на слом в 2012                        |
| F91               | Brazen      | 2 July 1982              | 30.08.1996 в Бразилию               | 18.11.1994                           | 31.08.1996                  |                | В отстое в Бразилии как Bosísio (F48). Списан в сентябре 2015                         |
| Серия 2           |             |                          |                                     |                                      |                             |                |                                                                                       |
| F92               | Boxer       | 22.12.1983               | 04.08.1999 выведен из состава флота |                                      |                             |                | Потоплен как мишень 08.2004                                                           |
| F93               | Beaver      | 13.12.1984               | 01.05.1999 выведен из состава флота | 21.02.2001 на утилизацию             |                             |                | Продан на слом                                                                        |
| F94               | Brave       | 04.07.1986               | 23.03.1999 выведен из состава флота |                                      |                             |                | Потоплен как мишень в августе 2004 подводной лодкой HMS Sceptre и фрегатом HMS Argyll |
| F95               | London      | 05.06.1987               | 14.01.1999 выведен из состава флота | 14.01.2003 в Румынию                 | 21.04.2005                  |                | В строю в Румынии как Regina Maria (F222)                                             |
| F96               | Sheffield   | 26.07.1988               | 15.11.2002 выведен из состава флота | 04.2003 в Чили                       | 05.09.2003                  | Вальпараисо    | В строю в Чили как Almirante Williams (FF-19)                                         |
| F98               | Coventry    | 14.10.1988               | 12.2001 выведен из состава флота    | 14.01.2003 в Румынию                 | 09.09.2004                  |                | В строю в Румынии Regele Ferdinand (F221)                                             |
| Серия 3           |             |                          |                                     |                                      |                             |                |                                                                                       |
| F99               | Cornwall    | 23.04.1988               | 30.06.2011 выведен из состава флота | 07.2013 на утилизацию                |                             |                | Утилизирован                                                                          |
| F85               | Cumberland  | 10.06.1989               | 23.06.2011 выведен из состава флота | 07.2013 на утилизацию                |                             |                | Утилизирован                                                                          |
| F86               | Campbeltown | 27.05.1989               | 04.2011 выведен из состава флота    | 07.2013 на утилизацию                |                             |                | Утилизирован                                                                          |
| F87               | Chatham     | 04.05.1990               | 09.02.2011 выведен из состава флота | 07.2013 на утилизацию                |                             |                | Утилизирован                                                                          |

В мае 2000 года, государственному секретарю по вопросам обороны был задан вопрос: «Каков запаланированный срок службы следующих кораблей: (a) HMS London, (b) HMS Beaver, (c) HMS Boxer, (d) HMS Brave; и каков прогноз по выводу их из состава Королевского флота?» На что Джон Спеллар ответил: «Запланированный срок службы каждого корабля составляет 18 лет. Дополнительная информация приведена в таблице.» Отметим, что 18 лет отсчитывается от даты передачи корабля флоту, а не от даты ввода в строй.
| Корабль    | Предварительная дата исключения из состава флота | Источник |
| ---------- | ------------------------------------------------ | -------- |
| HMS Boxer  | 31.01.2002                                       | [ 47 ]   |
| HMS Beaver | 31.12.2002                                       | [ 47 ]   |
| HMS Brave  | 29.02.2004                                       | [ 47 ]   |
| HMS London | 28.02.2005                                       | [ 47 ]   |

В июле 2000 года государственный секретарь по вопросам обороны был задан вопрос: «Когда планируется вывод из состава флота оставшихся фрегатов типа 22 серии II?». Джон Спеллар ответил: "планы вывода из эксплуатации кораблей типа 22 серии таковы:"
- HMS Sheffield: 2012 – будет заменён на эсминец типа 45
- HMS Coventry: 2001 – будет заменён на HMS St. Albans, фрегат типа 23.»[48]

## Сноски
1. ↑  http://www.navynews.co.uk/news/1278-a-sad-day-for-cornwall-and-gloucester.aspx (недоступная+ссылка)
2. ↑  HMS Cumberland faces scrap heap. News & Star (17 декабря 2010). Дата обращения: 26 января 2011. Архивировано 22 марта 2012 года.
3. ↑  Defence Policy and Business | Changes to Royal Navy's surface fleet announced. Defence News. Ministry of Defence (20 февраля 2007). Дата обращения: 26 января 2011. Архивировано 14 апреля 2011 года.
4. ↑  Norman; Friedman. British Destroyers  & Frigates (неопр.).
5. ↑  Frigate with formidable firepower Архивная копия от 10 декабря 2008 на Wayback Machine, BBC News
6. ↑  I.Ballantyne.
7. ↑  M.C.Potter.
8. ↑  I. Ballantyne.
9. ↑  The term used in Navy Estimates and Defence Estimates is "accepted into service".
10. ↑  "Unit cost, i.e. excluding cost of certain items (e.g. aircraft, First Outfits)."
11. 1 2 3 4 5 6 7 8 9 10 11 12 13 14 15 16 17 18 19 20 21 22 23 24 25 26 27 28 29 30 31 32 33 34 35 36 37 38 39 40 41 42 43 44 45 46 47 48 49 50 51 52 53 54 55 56 57 58 59 60 61 62  Marriott, Leo Modern Combat Ships 4, Type 22, pub Ian Allan, 1986, ISBN 0-7110-1593-7-page 103.
12. ↑  Hansard HC Deb 24.11.1977 vol 939 cc869-70W Архивная копия от 17 января 2018 на Wayback Machine Question to the Secretary of State for Defence about contracts, 24.11.1977.
13. ↑  Hansard: HC Deb 23.10.1989 vol 158 cc357-8W 357W Архивная копия от 4 июля 2009 на Wayback Machine Question to  the Secretary of State for Defence regarding warship costs, 23.10.1989. said 21.02.1979.
14. ↑  Hansard 16.07.2008 : Columns 452W Архивная копия от 26 октября 2016 на Wayback Machine The response to a question to the Secretary of State for Defence, 16.07.2008, said 4.05.1979
15. 1 2 3 4 5 6 7 8  Hansard: HC Deb 23.10.1989 vol 158 cc357-8W 357W Архивная копия от 4 июля 2009 на Wayback Machine Question to  the Secretary of State for Defence regarding warship costs, 23.10.1989.
16. ↑  Marriott, Leo Modern Combat Ships 4, Type 22, pub Ian Allan, 19866, ISBN 0-7110-1593-7-page 20 says £68 million

Jane's Fighting Ships, 1982–83 says £68.6M.
17. 1 2 3 4 5 6 7 8 9 10 11 12 13 14 15 16 17  Hansard 16.07.2008 : Columns 451W and 452W Архивная копия от 26 октября 2016 на Wayback Machine Questions to the Secretary of State for Defence, 16.07.2008.
18. ↑  Jane's Fighting Ships, 1982–83 also says £69.2M.
19. 1 2 3 4  Hansard: HC Deb 23.11.2000 vol 357 c271W Архивная копия от 6 марта 2016 на Wayback Machine Question to the Secretary of State for Defence about the cost when new of (a) HMS London, (b) HMS Boxer, (c) HMS Beaver and (d) HMS Brave, 23.11.2000.
20. 1 2 3 4 5 6 7 8  Hansard HC Deb 23.10.1989 vol 158 cc358-61W Архивная копия от 4 июля 2009 на Wayback Machine Question to the Secretary of State for Defence on 23.10.1989 asking him to list the Royal Navy vessels built in each of the past 15 years, showing the cost of each and the yards in which they were constructed.
21. ↑  www.battleships-cruisers.co.uk Type 22  Broadsword  (Boxer) class frigates. Дата обращения: 6 июля 2017. Архивировано 19 апреля 2018 года.
22. ↑  HMS Sheffield – Sheffield History – Sheffield Memories. Дата обращения: 6 июля 2017. Архивировано 2 августа 2008 года.
23. 1 2 3 4 5 6  Sharpe, Richard Jane's Fighting Ships, 1988-89pub Jane's Publishing, ISBN 0-7106-0858-6, pages 657–8.
24. 1 2  Hansard 24.05.2007 : Column 1390W Архивировано 14 октября 2008 года. Question to the Secretary of State for Defence which naval vessels have been sold by the Royal Navy in the last five years; what the  (a) vessel type,  (b) service cost and  (c) destination country was in each case; and if he will estimate the (i) original costs of each vessel and (ii) financial gains accrued to public funds as a result of each sale, 24.05.2007.
25. ↑  HMS Coventry F98. Дата обращения: 6 июля 2017. Архивировано 20 апреля 2018 года.
26. ↑  Hansard HC Deb 23.10.1989 vol 158 c360W Архивная копия от 4 июля 2009 на Wayback Machine Question to the Secretary of State for Defence on 23.10.1989 asking him to list the Royal Navy vessels built in each of the past 15 years, showing the cost of each and the yards in which they were constructed.
27. ↑  Hansard 11 January 1985 c561W. Hansard.millbanksystems.com (11 января 1985). Дата обращения: 26 января 2011. Архивировано 17 января 2010 года.
28. ↑  Hansard HC Deb 16 July 1982 vol 27 cc485-6W Архивная копия от 9 июля 2009 на Wayback Machine Question to the Secretary of State for Defence, 16 July 1982.
29. ↑  Hansard HC Deb 22 January 1987 vol 108 c730W Архивная копия от 14 июля 2009 на Wayback Machine Question to the Secretary of State for Defence, 22 January 1987.
30. ↑  Hansard HC Deb 10 March 1989 vol 148 c44W Архивная копия от 16 июля 2009 на Wayback Machine Question to the Secretary of State for Defence, 10 March 1989.
31. 1 2  Hansard HC Deb 9 September 2003 vol 410 cc346-7W Архивная копия от 16 июля 2009 на Wayback Machine Question to the Secretary of State for Defence 9 September 2003.
32. ↑  Hansard 9 Sep 2009, Column 2001W. Дата обращения: 6 июля 2017. Архивировано 26 октября 2016 года.
33. ↑  24 November 2010 Written Answers. Дата обращения: 6 июля 2017. Архивировано из оригинала 22 ноября 2011 года.
34. ↑  Hansard 3 Mar 2011, Column 563W. Дата обращения: 6 июля 2017. Архивировано 23 декабря 2016 года.
35. ↑  Hansard 5 Feb 1998 : Column: 762 Архивная копия от 5 июня 2011 на Wayback Machine  Answer by Secretary of State for Defence, Dr Reid, 5 February 1998.
36. ↑  Sharpe, Richard Jane's Fighting Ships, 1996–97 Pub Jane's Information Group, 1996, ISBN 0-7106-1355-5 pages 766–7.
37. ↑  Sharpe, Richard Jane's Fighting Ships, 2002–03 Pub Jane's Information Group, 2002, ISBN 0-7106-2432-8-page 60.
38. ↑  Sharpe, Richard Jane's Fighting Ships, 2002–03 Pub Jane's Information Group, 2002, ISBN 0-7106-2432-8-page 761.
39. ↑  Naval Ships. Hansard. Parliament of the United Kingdom (19 ноября 2003). Дата обращения: 29 ноября 2009. Архивировано 8 июля 2009 года.
40. ↑  Royal Navy. Hansard. Parliament of the United Kingdom (11 октября 2004). Дата обращения: 29 ноября 2009. Архивировано 20 июля 2009 года.
41. ↑  Saunders, Stephen Jane's Fighting Ships, 2008–09 Pub Jane's Information Group, 2008, ISBN 978-0-7106-2845-9 page 628.
42. ↑  BBC HMS Sheffield is decommissioned. BBC News (11 октября 2002). Дата обращения: 26 января 2011. Архивировано 12 ноября 2012 года.
43. ↑  Saunders, Stephen Jane's Fighting Ships, 2008–09 Pub Jane's Information Group, 2008, ISBN 978-0-7106-2845-9 page 110.
44. ↑  www.hmscoventry.co.uk. www.hmscoventry.co.uk. Дата обращения: 26 января 2011. Архивировано 14 февраля 2011 года.
45. ↑  Royal Navy frigates sold off for scrap for £3m - BBC News. Дата обращения: 6 июля 2017. Архивировано 7 февраля 2018 года.
46. ↑  http://www.navynews.co.uk/news/1267-the-bell-tolls-for-cumberland-as-she-pays-off.aspx (недоступная+ссылка)
47. 1 2 3 4 5  Hansard HC Deb 22 May 2000 vol 350 cc318-9W Архивная копия от 11 июля 2009 на Wayback Machine Response by the Minister of State for the Armed Forces, to a question: "what was the planned service life of (a) HMS London, (b) HMS Beaver, (c) HMS Boxer and (d) HMS Brave; and what was the forecast date for withdrawal from Royal Navy service, prior to the decision in the Strategic Defence Review to dispose of them."
48. ↑  Hansard 11 Jul 2000 : Column: 449W Архивировано 5 июня 2011 года. Questions to the Secretary of State for Defence.